# Арфеј Сен Пријест
Арфеј Сен Пријест (фр. Arpheuilles-Saint-Priest) насеље је и општина у централној Француској у региону Оверња, у департману Алије која припада префектури Монлисон.
По подацима из 2011. године у општини је живело 348 становника, а густина насељености је износила 17,38 становника/km². Општина се простире на површини од 20,02 km². Налази се на средњој надморској висини од 340 метара (максималној 543 m, а минималној 393 m).

## Демографија
| 1962. | 1968. | 1975. | 1982. | 1990. | 1999. | 2011. |
| ----- | ----- | ----- | ----- | ----- | ----- | ----- |
| 420   | 401   | 358   | 321   | 334   | 307   | 348   |

График промене броја становника у току последњих година